# Dahlhauser Schleifkotten
Der Dahlhauser Schleifkotten war ein Wassertriebwerk (Schleifkotten) und zugleich Wohnplatz in der Stadt Halver im Märkischen Kreis im Regierungsbezirk Arnsberg in Nordrhein-Westfalen (Deutschland). Um 1935 wurde der Schleifkotten abgetragen und fiel wüst.

## Lage und Beschreibung
Der Dahlhauser Schleifkotten lag auf einer Höhe von ca. 300 m ü. NHN im südöstlichen Halver im Tal der Schlemme an der Stadtgrenze zu Kierspe. Südlich erhebt sich mit 399,7 m ü. NHN der Dahlhauser Kopf. Der Ort liegt an der von der Schleifkottenbahn GmbH befahrenen Teilstrecke der Wuppertalbahn.  
Der Ort ist über eine Zufahrt von dem größeren Ortsteil Ehringhausen zu erreichen, die auch Dahlhausen, Halloh anbindet. Weitere Nachbarorte sind  Oberbrügge und der Herweger Schleifkotten.

## Geschichte
Der Dahlhauser Schleifkotten wurde vor 1840 als Knochenmühle errichtet und war ein Abspliss der Hofschaft Dahlhausen.
1838 gehörte der Dahlhauser Schleifkotten als Dahlhauser Schleifmühle der Ehringhauser Bauerschaft innerhalb der Bürgermeisterei Halver an. Der laut der Ortschafts- und Entfernungs-Tabelle des Regierungs-Bezirks Arnsberg als Hof kategorisierte Ort besaß zu dieser Zeit zwei  Fabriken bzw. Mühlen. Zu dieser Zeit lebten sieben Einwohner im Ort, allesamt evangelischen Glaubens.